# Protoptila lega
Protoptila lega är en nattsländeart som beskrevs av Ross 1941. Protoptila lega ingår i släktet Protoptila och familjen stenhusnattsländor. Inga underarter finns listade i Catalogue of Life.